# Dịu dàng màu nắng
Dịu dàng màu nắng là một bộ phim truyền hình được thực hiện bởi Trung tâm Phim truyền hình Việt Nam do Bùi Quốc Việt làm đạo diễn. Phim phát sóng vào lúc 21h00 thứ 2 đến thứ 6 hàng tuần bắt đầu từ ngày 2 tháng 6 năm 2025 và kết thúc vào ngày 28 tháng 7 năm 2025 trên kênh VTV1.

## Nội dung
Câu chuyện xung quanh một nhóm người lao động, chủ yếu là công nhân trong một xóm trọ với nhiều hoàn cảnh, lứa tuổi khác nhau. Đó là Xuân (Ngọc Huyền), một cô gái nghèo, thực tế, nhanh nhạy đôi khi thực dụng nhưng tràn đầy tình yêu với gia đình, nỗ lực để dựng xây cuộc sống tốt đẹp cho người thân để rồi khi rung động với một người "hơn" mình quá nhiều điều, lại hoang mang lo sợ; Bắc (Duy Hưng), người đàn ông bị vợ phản bội với nỗi “cay cú” quyết chứng minh bản thân; Nam (Cù Thị Trà) cô gái lương thiện, cô đơn, luôn thầm lặng bảo vệ người mình thương; hay Thảo (Mai Huê), từ bỏ khát vọng, dùng tuổi trẻ, sắc đẹp để có được cuộc sống an nhàn nhưng rồi "nhận mà không cho đi, thì đừng hòng nhận lại". Mỗi câu chuyện mang một thông điệp riêng, có những điều đáng suy ngẫm về con người, cuộc sống, ứng xử và lựa chọn. Tất cả tạo nên một bức tranh tương đối tổng quát về đời sống người công nhân ngày hôm nay.

## Diễn viên

### Diễn viên chính
- Nguyễn Duy Hưng trong vai Mai Xuân Bắc[3]
- Lương Thu Trang trong vai Hoàng Lan Anh[4]
- Nguyễn Ngọc Huyền trong vai Mai Thị Xuân[5]
- Trần Quốc Anh (B Trần) trong vai Đàm Như Phong
- Nguyễn Thị Lan Hương trong vai Bà Trần Thu Hà
- Cao Nguyệt Hằng trong vai Bà Vui
- Cù Thị Trà trong vai Châu Thị Nam[6]
- Nguyễn Thị Mai Huê trong vai Nguyễn Phương Thảo
- Lưu Duy Khánh trong vai Nguyễn Sỹ Nghĩa[7]
- Thái Dương trong vai Khá

### Diễn viên phụ
- Phạm Đỗ Kỷ trong vai Ông Sơn
- Bùi Minh Phương trong vai Nguyệt
- Nguyễn Thanh Hoa trong vai Nguyễn Ánh Tuyết
- Nguyễn Xuân Hồng trong vai Nguyễn Xuân Thành
- Tuyết Trinh trong vai Quỳnh
- Lê Khôi Nguyên (Bống Bo) trong vai Khoai[8]
- Nguyễn Bình An trong vai Tên An (Khách VIP)
- Phương Hạnh trong vai Thơm
- Hà Bích Ngọc trong vai Hạnh
- Hoàng Huy trong vai Bố Xuân
- Bùi Hồng Nhung trong vai Mai (em gái Xuân)
- Lê Linh Hương trong vai Hoa

### Diễn viên khách mời
- Nguyễn Thùy Dương trong vai Trang

Cùng một số diễn viên khác...

## Ca khúc trong phim
| Danh sách nhạc phim theo thứ tự xuất hiện | Danh sách nhạc phim theo thứ tự xuất hiện | Danh sách nhạc phim theo thứ tự xuất hiện | Danh sách nhạc phim theo thứ tự xuất hiện | Danh sách nhạc phim theo thứ tự xuất hiện |
| STT                                       | Nhan đề                                   | Phổ lời                                   | Thể hiện                                  | Thời lượng                                |
| ----------------------------------------- | ----------------------------------------- | ----------------------------------------- | ----------------------------------------- | ----------------------------------------- |
| 1.                                        | "Chẳng thể biết sau này"                  | Nguyễn Minh Phúc                          | h0n                                       | 3:42                                      |
| 2.                                        | "Kết thúc bắt đầu"                        | Da LAB                                    | ft. Đức Phúc                              | 5:46                                      |
| 3.                                        | "Đi đu đưa đi"                            | Tiên Cookie                               | Phạm Thanh Hà                             | 3:44                                      |
| 4.                                        | "Vừa đi vừa khóc"                         | Gigi Hương Giang                          |                                           | 4:16                                      |
| 5.                                        | "Anh không tha thứ"                       | Nguyễn Đình Dũng                          |                                           | 4:35                                      |

## Sản xuất
Dịu dàng màu nắng do Bùi Quốc Việt làm đạo diễn, kịch bản của phim được chấp bút bởi nhóm biên kịch Thu Trang, Tuấn Dương, Mai Diệp, Hà Thu Hà. Bộ phim ngày khai máy từ 6 tháng 4 năm 2025 và đóng máy vào ngày 2 tháng 7 năm 2025.
Vai chính của phim lần lượt được giao cho Duy Hưng, Lương Thu Trang, Nguyễn Ngọc Huyền, B Trần, Cù Thị Trà, Mai Huê, Lưu Duy Khánh. Trong đó, tác phẩm lần này đã đánh dấu sự tái hợp của Duy Hưng sau của bộ phim Độc đạo, Lương Thu Trang sau của bộ phim Cha tôi, người ở lại, Nguyễn Ngọc Huyền sau của bộ phim Món quà của cha, B Trần sau của bộ phim Chúng ta của 8 năm sau, Cù Thị Trà và Mai Huê sau của bộ phim Những nẻo đường gần xa, Lưu Duy Khánh sau của bộ phim Không thời gian.
Buổi họp báo ra mắt bộ phim tổ chức vào ngày 20 tháng 5 năm 2025 tại Hà Nội, Tác phẩm sau đó chính thức lên sóng vào lúc 21h00 từ thứ 2 đến thứ 6 hàng tuần trên VTV1, bắt đầu từ ngày 2 tháng 6 cùng năm sau khi Mẹ biển kết thúc.